# 1588 Descamisada
1588 Descamisada (1951 MH) là một tiểu hành tinh vành đai chính được phát hiện ngày 27 tháng 6 năm 1951 bởi Miguel Itzigsohn. ở La Plata Astronomical Observatory ở La Plata, Argentina.